# Elektra (tragedia Eurypidesa)
Elektra (greka starożytna: Ἠλέκτρα, Elektra) – tragedia Eurypidesa z 413 r. p.n.e. oparta na wątku mitologicznym związanym z historią argiwskich Atrydów.

## Data powstania tragedii i jej źródła
Z Elektrą Eurypides wystąpił na konkursie w 413 roku p.n.e., polemizując nią z Choeforami Ajschylosa, a przede wszystkim z Elektrą Sofoklesa. Poeta sprzeciwił się uznawaniu matkobójstwa za nakazane przez Apollona. Podjął sprawę Orestesa i Elektry po ludzku, wyjaskrawiając na tle codziennego życia to, co w mitycznym kontekście ulegało zatarciu. Pozbawiwszy swych bohaterów mitycznej heroiczności stworzył tragedię mieszczańską czy nawet chłopską, ocierającą się o parodię, gdyż zostawił swym bohaterom imiona i maski mityczne.

## Osoby
| Osoba             | Jej rola w dramacie             |
| ----------------- | ------------------------------- |
| wieśniak mykeński |                                 |
| Elektra           | córka Agamemnona i Klitajmestry |
| Orestes           | jej brat                        |
| starzec           |                                 |
| goniec            |                                 |
| Klitajmestra      | matka rodzeństwa                |
| Dioskurowie       |                                 |
| Chór              | dziewic mykeńskich              |

## Treść

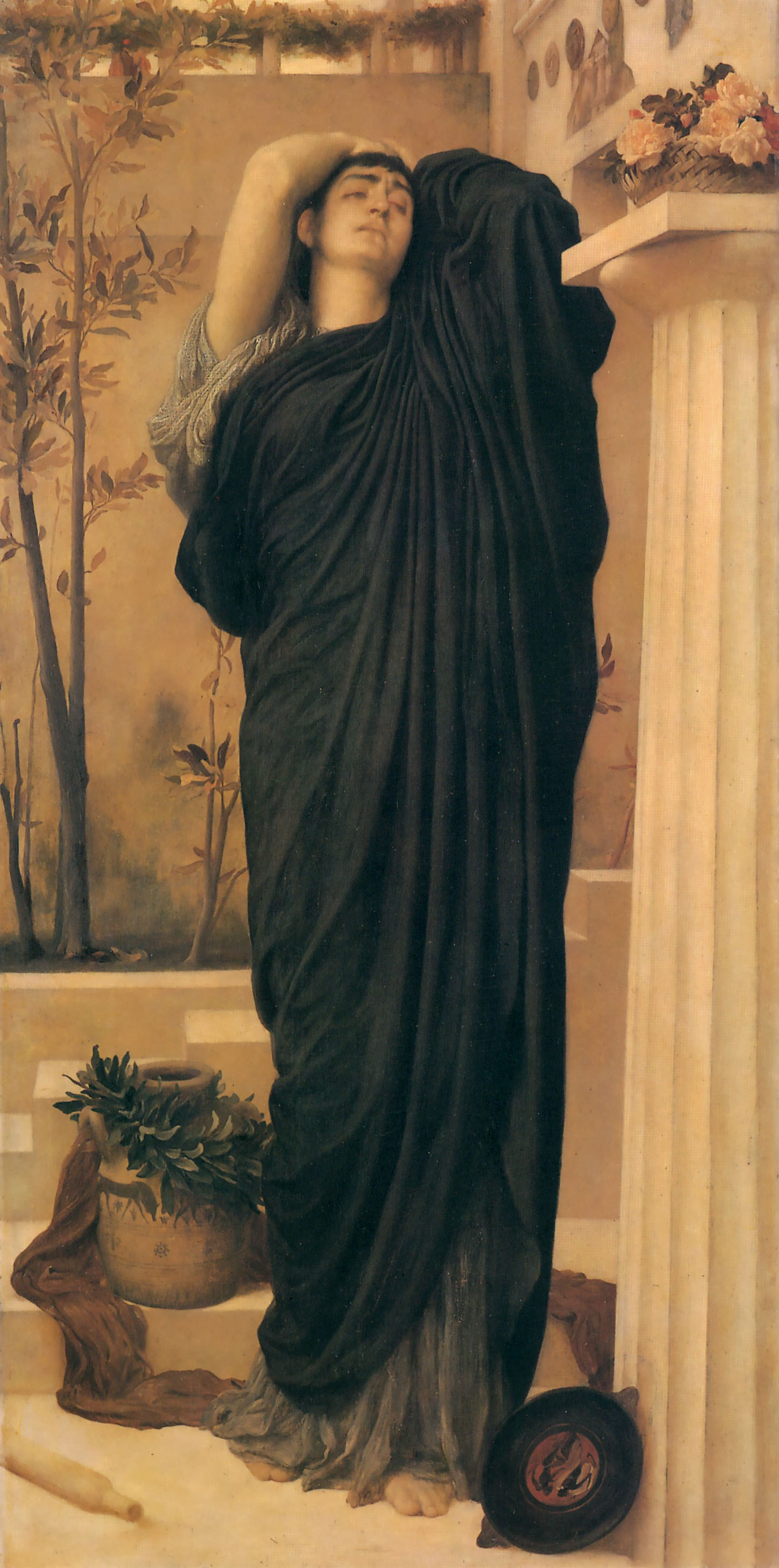
Elektra przy grobie Agamemnona. F. Leighton. 1868-1869

Prolog. Rozpoczyna się o świcie przed wiejską chatą. Stary wieśniak mykeński odchodzi właśnie do roboty w polu. Mówi, że po zamordowaniu Agamemnona Ajgistos dał mu za żonę królewnę Elektrę, chcąc, przez jej poniżenie zabezpieczyć się przed zemstą. Chłop traktuje ją jak siostrę, Elektra nie próżnuje, udaje się z dzbanem po wodę do studni, choć mąż prosi, by się oszczędzała. Tymczasem zjawiają się Orestes i Pylades. Orestes wyjawia, uzupełniając prolog, że przybywa z rozkazu Apollona, aby pomścić na mordercach śmierć swego ojca. Odwiedził nocą niepostrzeżenie jego grób i złożył ofiarę z owcy i z pukla swych włosów. Teraz przybył na wieś, gdzie łatwiej się ukryć i gdzie spodziewa się odnaleźć siostrę. Słyszał, że wyszła za mąż, może powie im coś o niej wracająca z dzbanem od studni kobieta. Elektra nie widząc mężczyzn śpiewa o swym losie wzywając na pomoc Agamemnona i Orestesa. Chór dziewic zaprasza ją na święto Hery. Elektra odmawia, uważając, że bogowie są obojętni na jej niedolę. Chór uważa Elektrę za przyczynę nieszczęść Greków.
Epeisodion I. Orestes słuchający z ukrycia rozpoznaje siostrę, gra jednak na zwłokę. Uspokaja przestraszoną Elektrę, podając się za posłańca brata. Elektra przypomina sobie, że żyje jeszcze stary piastun Orestesa, który z pewnością, by go rozpoznał. Na prośbę chóru opowiada o prowokującym zachowaniu morderców, o ich wystawnym życiu i swojej nędzy. Oskarża Ajgista o to, że znieważa grób Agamemnona, czym bardzo rozjątrza rzekomego posłańca. Powracający z pola wieśniak zaprasza na poczęstunek. Orestes wygłasza pochwałę prostego człowieka, którego cnotę przeciwstawia przewrotności ludzi pyszniących się swoim rodem i bogactwem. Tylko tacy ludzie, jego zdaniem, najgodniej mogą rządzić w kraju i w domu. Wieśniak wychwala prawdziwą szlachtę, która poprzestaje na małym, a swą wartość ujawnia poprzez gościnność i opiekę nad chorymi przyjaciółmi. Po wejściu do chaty, Elektra, zawstydzona pustkami w spiżarni, posyła męża do starego piastuna Orestesowego po żywność. Chór śpiewa o zbroi, którą Hefajstos wykuł dla Achillesa i dokładnie opisuje tarczę.
Epeisodion II. Starzec przynosi jagnię, ser i wino i opowiada, że spostrzegł na grobie Agamemnona ślady ofiary i pęk włosów. Przypuszcza, że mogą to być włosy Orestesa. Elektra krytykuje rozpoznawanie ludzi po włosach czy resztkach tkaniny. Piastun przygląda się przybyszowi i rozpoznaje go po znakach na twarzy. Teraz również Elektra poznaje brata i rzuca się mu w ramiona. Chór śpiewa pieśń dziękczynną.
Epeisodion III. Zgromadzeni układają plan działania. Ajgista, którego starzec widział w pobliżu grobowca Agamemnona, ma zabić Orestes, Klitajmestrę - Elektra. Starzec ma ją zwabić do chaty pod pozorem, że Elektra leży w połogu. Wykonawcy planu rozchodzą się do swych prac, a chór wspomina okropności popełnione przez Atrydów.
Epeisodion IV. Posłaniec przynosi wieści o śmierci Ajgista. Wkrótce pojawia się Orestes z głową ojcobójcy. Siostra ozdabia go wieńcem zwycięstwa. Na wiadomość, że zbliża się Klitajmestra, Orestesa opadają wątpliwości co do słuszności rozkazu Apollona. Podjudzony przez siostrę ukrywa się jednak w chacie. Chór wita nadjeżdżającą w otoczeniu niewolnic trojańskich Klitajmestrę.
Epeisodion V. Klitajmestra nie dziwi się, że córka nie jest w łóżku. Przed jej oskarżeniami broni się wskazując, że mąż oddał na ofiarę Ifigenię i przywiózł do domu kochankę, Kassandrę. Elektra odpowiada, że już przed ofiarowaniem Ifigenii prowadziła hulaszcze życie i oddaliła z domu dzieci, które jej przeszkadzały. Dlatego do dzieci należy zapłata. Wzruszona Klitajmestra wybacza córce, że ojca kocha bardziej niż matkę i ma nadzieję na poprawę wzajemnych stosunków. Córka zaprasza matkę do chaty dla złożenia ofiary oczyszczającej po połogu. Chór śpiewa o zemście i zapłacie.
Eksodos. Mściciele są przygnieceni swym czynem. Jeszcze raz przeżywają go w opowiadaniu. Przed zrozpaczonym rodzeństwem zjawiają się Dioskurowie. Kastor nakazuje Orestesowi schronienie się przed Eryniami na ateńskim Areopagu, gdzie zostanie oczyszczony i zamieszka w Orestejon nad Alfejosem. Elektra wyjdzie za Pyladesa. Na pytanie chóru dlaczego jako bóg dopuścił do tak strasznego czynu Kastor wskazuje na przemoc przeznaczenia i niemądry rozkaz Apollona. Elektra była zaś związana z bratem losem i czynem na mocy wspólnej winy przodków.